# Herb powiatu łańcuckiego
Herb powiatu łańcuckiego – jeden z symboli powiatu łańcuckiego, ustanowiony 6 stycznia 2001.

## Wygląd i symbolika
Herb przedstawia na tarczy koloru błękitnego srebrny krzyż kawalerski (symbol województwa), a w jego centralnej części na czerwonej tarczy postać św. Michała Archanioła, walczącego z czarnym smokiem (nawiązanie do herbu Łańcuta).